# إنكا سابا

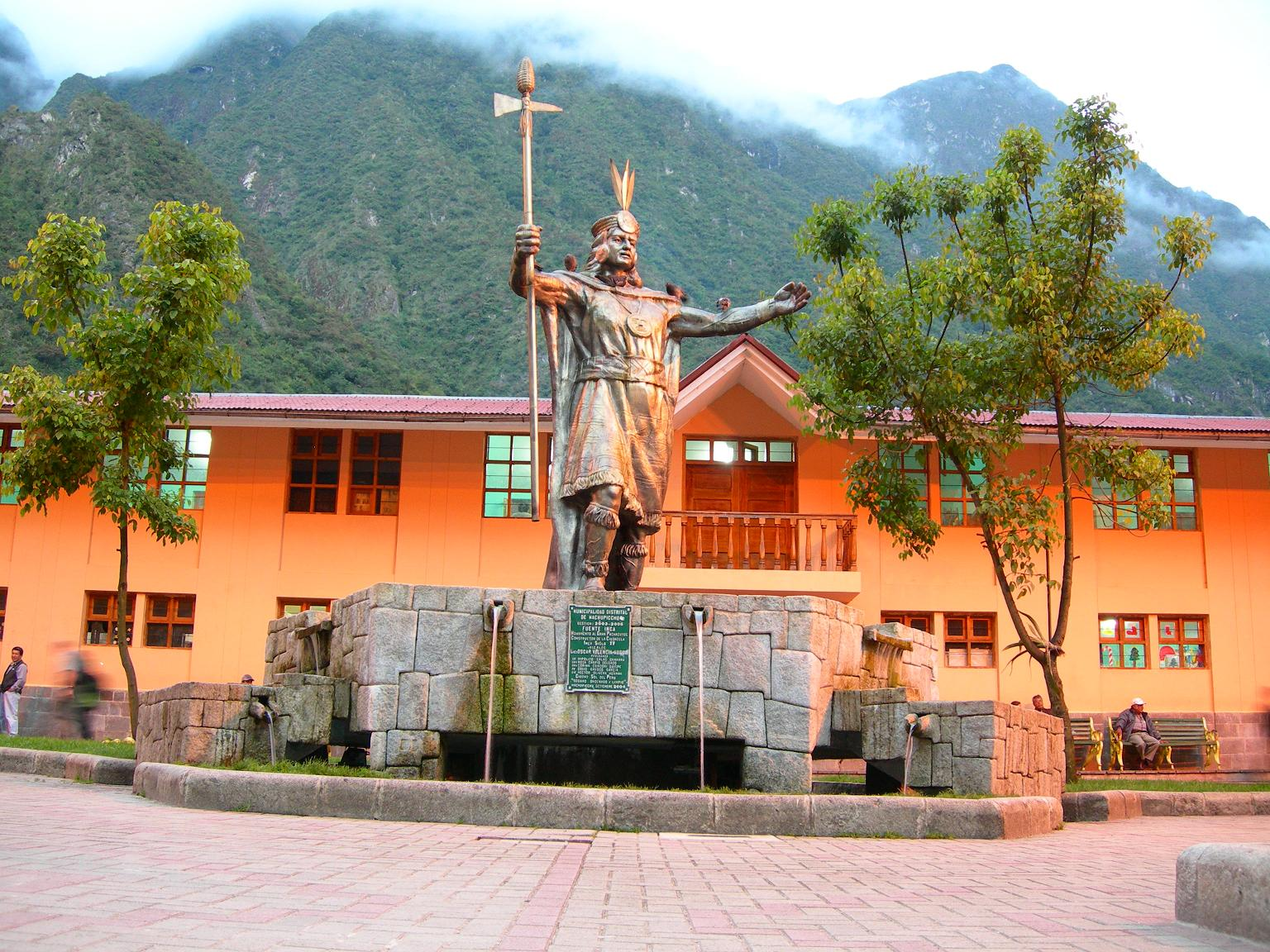

الإنكا سابا ("أو الإنكا العظيم")، المعروف أيضا باسم أبا ("اللاهوت")، وإنكا قاباك ("الإنكا العظيم")، أو ببساطة سابا ("واحد العظمى") الحاكم في المملكة في وقت لاحق لمملكة كوزكو، إمبراطور تاوانتيسويو. اصول الأسطورة هي لمؤسس مدينة كوزكو ولكن من الناحية التاريخية يبدو أنها قد خرجت إلى الوجود في جميع أنحاء الإمبراطورية عام 1100. إن منصب الإنكا سابا وراثية، ابن خلفاً لأبيه الراحل. كان هناك اثنين من السلالات المعروفة، بقيادة هنان وهورين على التوالي. والأخير كان في السلطة في وقت اتصالهم مع الإمبراطورية الإسبانية. كان آخر سابا الإنكا هو آتاهوالبا، الذي أعدم من قبل الإسبان في 1533، على الرغم من وجود العديد من الأشخاص الذين تولي هذا المنصب في رائيهم.

## الوظائف
كان سابا إنكا الحاكم المطلق للإمبراطورية وجمع في سلطته التوجيه السياسي والاجتماعي والعسكري والاقتصادي للدولة.

## النهاية
بعد الغزو الأسباني في غرب أمريكا الجنوبية تواجد عدة إنكا سابا. حتى تلاشى النظام الإنكي تماماً.